# Castelo de Âmbar
Castelo de Âmbar é o primeiro romance escrito pelo jornalista Mino Carta, fundador das revistas Veja e Istoé. O livro é uma sátira que, em forma de romance, relata a história de um advogado que ao receber da secretária de um jornalista uma grande caixa, passa a ter contato com relatos de uma vida marcante. Os manuscritos abordam vários momentos da história política, empresarial, governamental e jornalística de um país.
O livro, através da ficção, relembra experiências profissionais do autor na área jornalística. Os personagens fazem alusão a importantes figuras da história do Brasil, dentre eles Jânio Quadros, João Goulart, José Sarney, Fernando Collor, Paulo Maluf, Luiz Inácio Lula da Silva e Fernando Henrique Cardoso.
Uma das maiores influências para que Mino Carta escrevesse Castelo de Âmbar foi o livro Notícias do Planalto, de Mário Sérgio Conti. A responsável pela publicação é a Editora Record e um exemplar possui 400 páginas. O lançamento do livro foi feito no ano de 2000.